# Joaquín Parra Fernández
Antonio Joaquín Parra Fernández (Sevilla, 17 de juny de 1961) és un exfutbolista i entrenador andalús. Com a futbolista ocupava la posició de migcampista.

## Trajectòria
Sorgeix del planter del Reial Betis, amb qui debuta a primera divisió a la campanya 80/81. A l'any següent esdevé titular a l'equip verd-i-blanc, condició que hi manté durant la primera meitat de la dècada dels 80. En total, va jugar 221 partits i va marcar 24 gols amb el Betis a la màxima categoria, tot destacant els 8 gols de la 84/85 o els 44 partits (tots eixint de titular) de la 86/87.
L'estiu de 1987 fitxa per l'Atlètic de Madrid, on signa una bona campanya 87/88, amb cinc gols en 33 partits que ajuden els matalassers a finalitzar en tercera posició. L'any següent, però, cau a la suplència. També seria suplent al Reial Madrid, on milita entre 1989 i 1991, i on guanya una Lliga i dues Supercopes espanyoles.
Després d'una prova al Budapest Honvéd FC, recala a l'Écija Balompié el 1992, on es retira. Una vegada penjades les botes, ha seguit vinculat al món del futbol. L'any 2000 es fa càrrec dels filials del Betis. El 2006, es converteix en seleccionador andalús.